# Eoabelisaurus
Eoabelisaurus là một chi khủng long, được Pol & Rauhut mô tả khoa học năm 2012.